# Mistrzostwa Polski w Kolarstwie Szosowym 2009
Mistrzostwa Polski w kolarstwie szosowym 2009 odbyły się w dniach 24–28 czerwca 2009 roku.

## Wyniki
| Konkurencja:                                                         | Miejsce:                 | Złoto:                                     | Wynik        | Srebro:                                | Wynik        | Brąz:                                         | Wynik        |
| jazda ind. na czas kobiet (20 km) (24.06.2009)                       | Borek Wielkopolski       | Bogumiła Matusiak Primus Łódź              | 28.25 min    | Paulina Brzeźna Red Sun Cycling Team   | 28.26 min    | Katarzyna Pawłowska UKS Jedynka-Limaro Kórnik | 28.36 min    |
| jazda ind. na czas młodzieżowców (32 km) (24.06.2009)                | Borek Wielkopolski       | Jarosław Marycz KK KROSS Ziemia Darłowska  | 33.47 min    | Adrian Kurek ALKS Stal Grudziądz       | 34.02 min    | Kornel Sójka DHL-Author                       | 34.19 min    |
| jazda ind. na czas elity mężczyzn (46 km) (25.06.2009)               | Śrem                     | Maciej Bodnar Liquigas                     | 57.08 min    | Bartosz Huzarski Team ISD              | 57.41 min    | Mateusz Taciak Mróz Action Uniqa              | 58.13 min    |
| wyścig ind. ze startu wspólnego młodzieżowców (177 km) (27.06.2009)  | Borek Wielkopolski-Dolsk | Michał Kwiatkowski TTK Toruń               | 4h 16.45 min | Radosław Syrojc Legia - Felt           | 4h 16.45 min | Piotr Krajewski Legia - Felt                  | 4h 16.56 min |
| wyścig ind. ze startu wspólnego kobiet (113 km) (27.06.2009)         | Dolsk                    | Małgorzata Jasińska LUKK Potorscy Barczewo | 3h 07.16 min | Edyta Jasińska Emdek Budopol Bydgoszcz | 3h 07.16 min | Paulina Brzeźna Red Sun                       | 3h 08.15 min |
| wyścig ind. ze startu wspólnego elity mężczyzn (253 km) (28.06.2009) | Borek Wielkopolski-Dolsk | Krzysztof Jeżowski CCC Polsat Polkowice    | 6h 09.22 min | Tomasz Smoleń CCC Polsat Polkowice     | 6h 09.22 min | Błażej Janiaczyk Mróz Action Uniqa            | 6h 09.22 min |